# Partito Comunista del Venezuela
Il Partito Comunista del Venezuela (in spagnolo Partido Comunista de Venezuela, PCV) è un partito politico venezuelano di ispirazione marxista-leninista.

## Storia

### Fondazione
Il Partito Comunista del Venezuela venne fondato il 5 marzo del 1931 da un gruppo di rivoluzionari, tra i quali si ricordano Juan Bautista Fuenmayor, Pío Tamayo e Rodolfo Quintero. I primi anni, tuttavia, dovette operare in clandestinità, per via della dittatura del generale Juan Vicente Gómez. 
Nel 1937 cominciò la vera attività del PCV, ed ebbe luogo il I Congresso Nazionale, nonostante permanesse in Venezuela l'illegalità del comunismo.
Solo nel 1945, con la riforma della Costituzione, sarà abrogata l'illegalità del comunismo. 
Tuttavia il partito non ebbe vita tranquilla a causa della forte instabilità del paese, con ben due colpi di stato che si susseguirono in breve tempo, il che portò il PCV alla decisione di intraprendere per un breve periodo la lotta armata nel 1961. 

### La Rivoluzione bolivariana
Dal 1998 il PCV ha appoggiato Hugo Chávez partecipando alla Rivoluzione bolivariana e ha più volte manifestato unità di intenti su molte questioni con il PSUV con cui collaborò attivamente per consolidare il socialismo venezuelano. 
Nel 2011 entrò nel Grande Polo Patriottico, la coalizione di governo guidata da Chávez prima e da Nicolás Maduro poi.
Dopo la morte di Hugo Chavez il partito confermò infatti il proprio appoggio al successore del leader del PSUV, Nicolás Maduro, ritenendo altresì necessario l'approfondimento del processo rivoluzionario in Venezuela, con la rottura dei rapporti di produzione capitalistici e l'instaurazione del socialismo e della dittatura del proletariato.

### La rottura con Maduro e la messa al bando (2020-presente)
La linea del partito nei confronti di Maduro iniziò a cambiare a partire dal XV Congresso, tenutosi nel 2017, nel quale si dichiarò «si acuiscono i conflitti nel blocco bolivariano, parte del quale ha cambiato la sua condizione di classe per integrarsi nei distinti settori della borghesia, producendo contraddizioni intercapitaliste non antagoniste», in più si sottolineò la necessità di costruire un blocco popolare rivoluzionario. Tuttavia, sebbene più reticente, continuò a far parte della coalizione di governo.
Un clima di conflitto si instaurò poi nel 2018, in quanto alcuni comitati contadini erano in disaccordo sulle politiche agricole condotte dal governo, e iniziarono un dialogo con esso. Il Partito Comunista si schierò dalla parte dei comitati, e chiese al governo di proteggere adeguatamente i membri comunisti coinvolti nella vicenda, in quanto temevano per la propria incolumità date le minacce delle grandi aziende. In questo clima di tensione avvenne l'omicidio, tuttora irrisolto, di Luis Fajardo, membro del comitato centrale del PCV e attivista dei comitati. Il partito accusò pubblicamente il governo di non aver protetto Fajardo nonostante le richieste.
Per tutto il 2019 l'atteggiamento del PCV fu ambiguo, appoggiando Maduro ma talvolta protestando duramente contro alcuni provvedimenti.
Nell'agosto 2020 costituì assieme ad altre forze do estrema sinistra la coalizione Alternativa Popolare Rivoluzionaria, in vista delle elezioni di dicembre, segnando l'uscita definitiva dalla coalizione di governo. In una dichiarazione di dicembre il PCV accuserà Maduro di favorire politiche neoliberali e di aver diffamato il PCV e di irregolarità nel processo elettorale. Nel gennaio 2021 arriverà ad accusare il governo di autoritarismo, dichiarando che questo cammino "può condurre al fascismo".
L’11 agosto 2023 la Camera Costituzionale della Corte Suprema di Giustizia del Venezuela, con la sentenza giudiziaria sentenza n. 1.160, ha decretato l'assunzione della dirigenza del PCV da parte di elementi vicini al PSUV, bandendo il partito e rendendolo de-facto illegale.

## Rapporti internazionali
Il PCV è membro dell'Incontro Internazionale dei Partiti Comunisti e Operai e del Forum di San Paolo. Ha inoltre rapporti con le FARC-EP.